# Ngôi sao năm cánh
Ngôi sao năm cánh hay sao năm cánh là hình tạo từ năm điểm của một hình ngũ giác đều cùng với năm đường thẳng nối các đỉnh đó.
Ngôi sao của quốc kỳ Việt Nam là "ngôi sao vàng năm cánh trên nền đỏ". Sao năm cánh là biểu tượng trong Hy Lạp cổ đại và Babylon cổ đại, tượng trưng cho niềm tin của người tân Ngoại giáo, giống như biểu tượng Chữ thập trong Công giáo và Ngôi sao David trong Do Thái giáo. Ngôi sao năm cánh mang những sự kết hợp ma thuật, rất nhiều người Ngoại giáo mang đồ trang sức có biểu tượng này. Giáo dân thương sử dụng biểu tượng này để diễn tả năm nỗi đau của Chúa Jesus, và nó cũng liên quan tới Hội Tam Điểm.
Sao năm cánh từ xa xưa đã có liên quan tới Sao Kim và sự thờ phụng thần Vệ Nữ. Nó có liên quan tới việc gọi Sao Kim là Sao Mai cùng với sự đem lại ánh sáng và tri thức. Điều này có vẻ được bắt nguồn từ việc quan sát của các nhà thiên văn học thời kỳ Tiền sử. Khi quan sát từ Trái Đất, sự giao hội liên tiếp của Sao Kim gần như vẽ ra một hình ngôi sao năm cánh hoàn hảo xung quanh Hoàng đạo mỗi tám năm.

## Lịch sử

### Nền văn minh Sumer
Việc sử dụng ngôi sao năm cánh đầu tiên được tìm thấy ở các văn bản của nền văn minh Lưỡng Hà vào khoảng 3000 năm trước Công nguyên. Hình ngôi sao năm cánh được dùng như một biểu tượng cho từ UB có nghĩa là góc, cạnh, căn phòng nhỏ, hang lỗ, hầm bẫy. Ở Babylon, các cạnh của ngôi sao năm cánh được định hướng: phía trước, phía sau, trái, phải, và trên. Những hướng dẫn này mang ý nghĩa chiêm tinh, tượng trưng cho năm hành tinh Sao Mộc, Sao Thủy, Sao Hỏa, Sao Thổ, và Sao Kim như là Nữ hoàng của bầu trời (thần Ishtar).

### Học thuyết Pythagoras
Học thuyết Pythagoras gọi ngôi sao năm cánh là ύγιεια Hygieia (tên nữ thần Sức khoẻ trong Hy Lạp) và nhìn nó như một sự hoàn mỹ toán học (xem phân đoạn hình học dưới).
Năm đỉnh tượng trưng cho năm yếu tố: 
- ὕδωρ, hydor: nước.
- γαῖα, gaia: đất.
- ἰδέα, hay ἱερόν, Hieron: chất thần thánh.
- εἱλή, heile: lửa.
- ἀήρ, aer: không khí.

Năm đỉnh này cũng được dán nhãn theo các ký tự υ-γ-ι-ει-α. Trật tự (theo hoặc ngược chiều kim động hồ) và bắt đầu từ những đỉnh khác nhau.
Ngôi sao năm cánh theo học thuyết Pythagoras tượng trưng cho lý thuyết Pentemychos. Pentemychos có nghĩa là năm cái hốc hay năm căn phòng. Đây là tiêu đề cho công trình được viết bởi người thầy của Pythagoras là Pherecydes xứ Syros . Pentemychos là nơi ở đầu tiên của những thứ hình thành nên vũ trụ trước khi nó xuất hiện. Pentemychos trong Tartarus cũng được biết đến với tên gọi Những cánh cổng của Địa ngục
Trong tư tưởng Hy Lạp cổ, Tartarus (hay Chaos, theo Hesiod) là Bóng tối sơ khai có từ khi vũ trụ được sinh ra, nó được cất giữ cẩn thận. Sau sự nảy sinh và sắp xếp của vũ trụ, nó vẫn tiếp tục có ảnh hưởng. Trên thực tế, nó được biết đến như là "Nơi đánh bại cà Thần thánh và Con người" (Homer). Trái Đất lấy Linh hồn và Ma quỷ từ Tartaros. Krater-chiếc bình rượu- là cánh cổng dẫn từ Nơi đây tới Nơi đó,là con đường đối diện, xuất hiện trong các truyền thuyết dẫn lỗi cho những anh hùng, nhà triết học, thầy phù thủy xuống Tartarus hay Địa Ngục để tìm kiếm sự thông thái. Thế giới bên kia giống như một kho nguồn của sự thông thái chính là tiền đề của hành động đó.
Tartarus sau này được xem như Vương quốc Âm phủ, là nơi mà tất cả kẻ thù của vũ trụ bị giam cầm, và được gọi là Nhà tù của thần Zeus hay Bức tường phòng vệ của thần Zeus.

### Học thuyết huyền bí của châu Âu
Heinrich Cornelius Agrippa và một số nhóm người khác đã duy trì tình phổ biến của ngôi sao năm cánh giống như là một biểu tượng ma thuật, bằng việc giữ lại sự qui kết của học thuyết Pythagoras về năm yếu tố gắn với năm đỉnh. Vào giữa thế kỷ 19, nét khác biệt đã được phát triển trong các nhà huyền bí bằng việc lưu tâm, kính trọng sự định hướng của ngôi sao năm cánh. Cùng với một đình lẻ phía trên, nó mô tả tinh thần chỉ huy, đứng đầu bốn yếu tố vật chất còn lại, và trở thành điềm tốt.
Tuy nhiên, Eliphas Levi, một thuật sĩ có tầm ảnh hưởng đã gọi nó là tội lỗi, là điềm gở mỗi khi biểu tượng này xuất hiện với chiều đảo ngược.
"Một ngôi sao năm cánh ngược, với hai đỉnh hướng lên trên, là biểu tượng của cái ác, của tội lỗi và thu hút những thế lực xấu xa bởi vì nó đảo lộn trật tự đúng đắn của mọi vật và biểu lộ chiến thắng của vật chất hơn tinh thần. Nó là thú tính thèm khát tấn công thiên đường cùng với chiếc sừng, một biểu tượng đáng bị những người thụ giáo nguyền rủa."
"Hãy để chúng ta giữ hình Ngôi sao luôn đúng với năm đỉnh của nó, cùng với tam giác cao nhất hướng thẳng lên thiên đường, đó là vị trí của sự thông thái, và nếu hình bị đảo ngược, sự lầm lạc và tội ác sẽ xuất hiện."

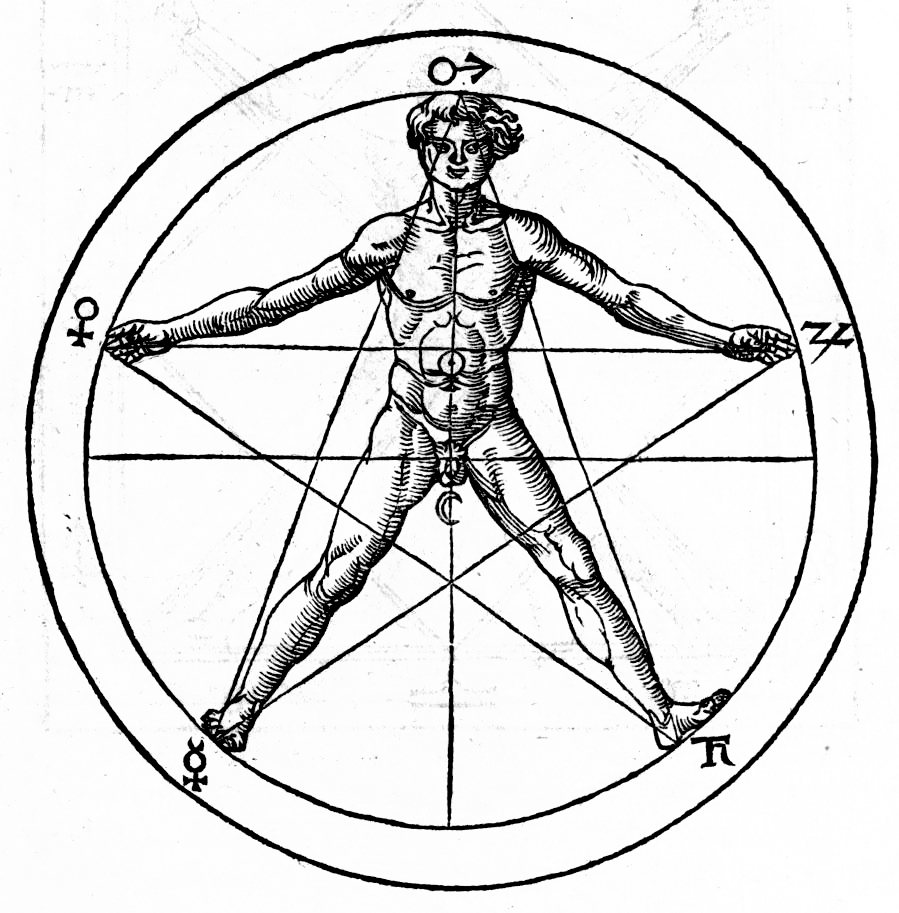
Người trong Ngôi sao năm cánh, bức Libri tres de occulta philosophia của Heinrich Cornelius Agrippa.Năm ký hiệu tại năm đỉnh ngôi sao là thuật chiêm tinh.
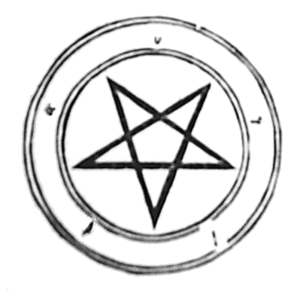
Một ngôi sao năm cánh khác từ sách Agrippa. Nó mang những ký tự của học thuyết Pythagoras xung quanh vòng tròn.
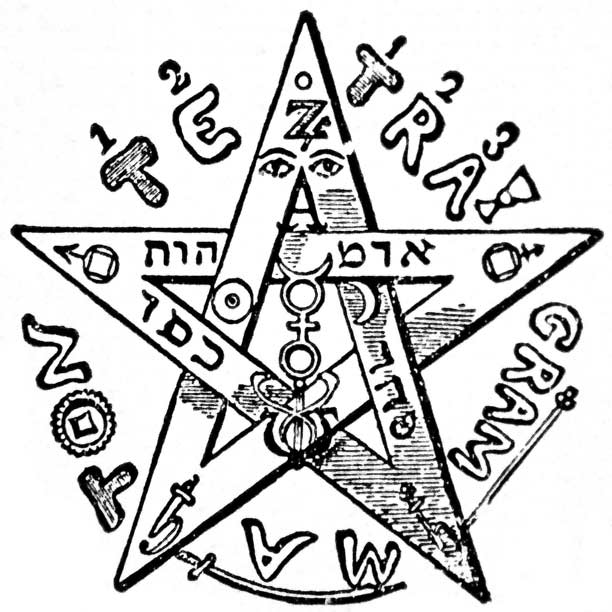
Ngôi sao năm cánh của thuật sĩ Eliphas Levi,được ông xem xét như là một biểu tượng của thế giới vi mô hay con người.

## Biểu tượng tôn giáo

### Cơ Đốc giáo
Ngôi sao năm cánh trong Cơ Đốc giáo được sử dụng như một biểu tượng của năm giác quan, và nếu những chữ cái S, A, L, V và S được ghi vào các đỉnh, nó có thể trở thành biểu tượng của sức khoẻ (theo tiếng Latinh là Salus)
Giáo dân thời Trung Cổ tin rằng đó là biểu tượng năm vết thương của Chúa Jesus. Họ tin rằng ngôi sao này có thể chống lại phù thủy và quỷ dữ.
Ngôi sao năm cánh được khắc hoạ trong những câu chuyện thơ cổ về Vua Arthur: nó xuất hiện trên cái khiên của Ngài Gawain trong bài thơ thế kỷ 14 Ngài Gawain và Hiệp sĩ xanh. Nhà thơ giải thích, năm đỉnh ngôi sao có năm ý nghĩa: năm giác quan, năm ngón tay, năm vết thương của Chúa Giê-su, và năm niềm vui của Mẹ Maria khi sinh Giê-su (Truyền tin, Giáng sinh, Phục sinh, Chúa Giê-su lên trời và Mông Triệu)), và là năm phẩm chất của tinh thần Hiệp sĩ theo Gawain: sự hào phóng quý tộc, tinh thần đoàn kết, sự trong sạch thuần khiết, tác phong nhã nhặn, và lòng trác ẩn.
Tuy nhiên, hầu hết Giáo dân đều hiểu sai biểu tượng này được sử dụng trong những nghi lễ ma thuật, có liên quan tới sự thờ cúng quỷ Satan và sau đó đã loại đi biểu tượng trong thế kỷ 20.

### Giáo hội Mặc môn
Giáo hội Các Thánh hữu Ngày sau của Chúa Giêsu Kitô sử dụng ngôi sao năm cánh với năm đỉnh trong kiến trúc của các thánh đường, cụ thể là Thánh đường Nauvoo Illinois
và Thánh đường Salt Lake. Những biểu tượng này bắt nguồn từ ngôi Sao Mai truyền thống mà hiện giờ không còn được sử dụng rộng rãi trong Cơ Đốc giáo.

### Do Thái giáo

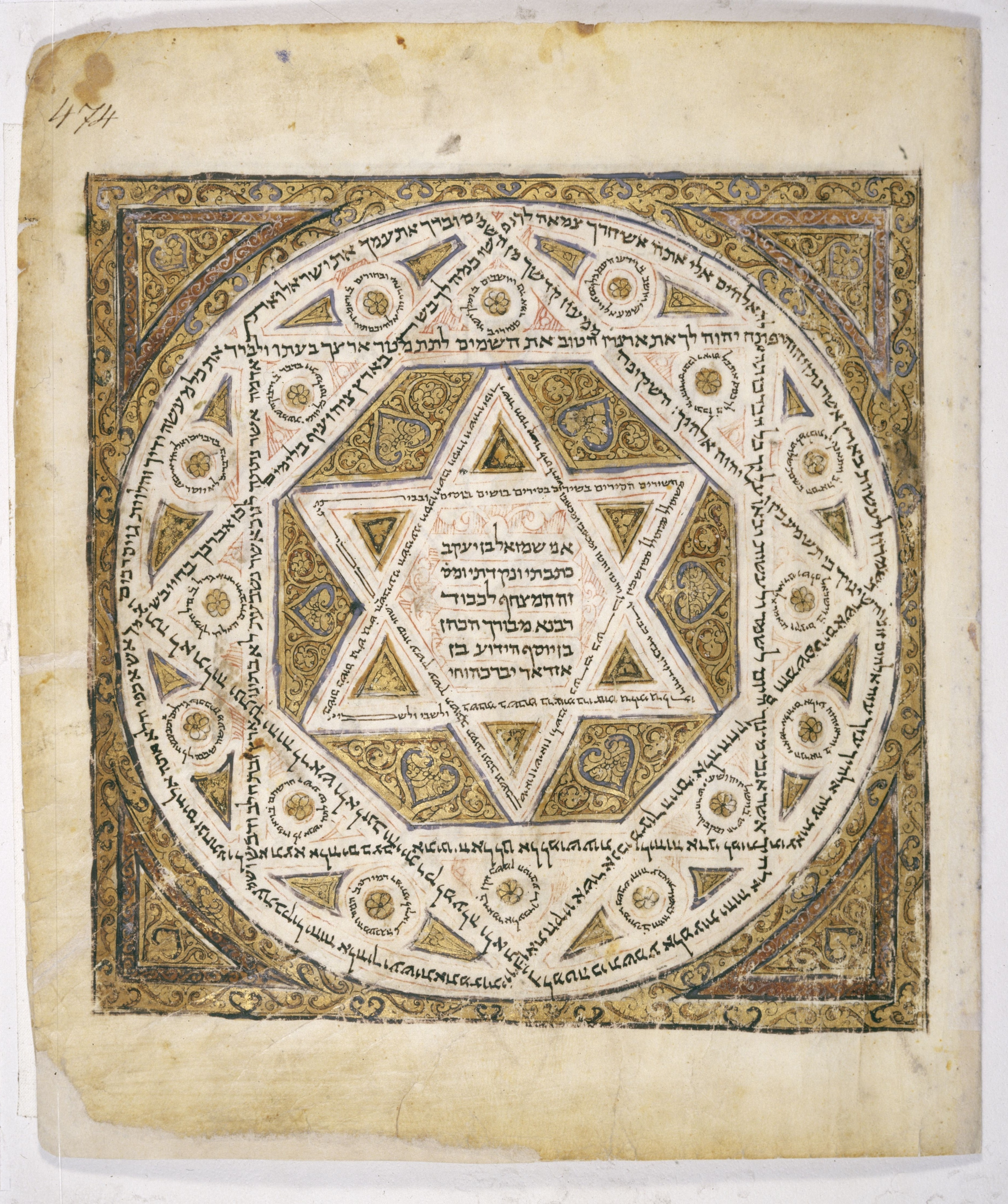
Ngôi sao David

Ngôi sao năm cánh là dấu niêm phong chính thức của thành phố Jerusalem trong một thời gian. Do sự giống nhau về hình ngôi sao, nó thường bị nhầm lẫn với biểu tượng Ngôi sao David.

### Tân Ngoại giáo
Rất nhiều người Tân ngoại giáo, đặc biệt là người Wiccan, sử dụng ngôi sao năm cánh như một biểu tượng của lòng tin, cũng giống như biểu tượng thánh giá của Người Công giáo hay Ngôi sao David của người Do Thái. Tuy nhiên, nó không phải là biểu tượng toàn cầu của Chủ nghĩa Tân ngoại giáo, và hiếm khi được những người theo chủ nghĩa Đa thần giáo sử dụng. Tính biểu tượng tôn giáo của nó thường được giải thích bằng sự ám chỉ đến cách hiểu của những người theo học thuyết Pythagoras rằng 5 đỉnh của ngôi sao năm cánh tượng trưng cho bốn yếu tố và thêm vào đó là tính linh thiêng,chất thần thánh ở đỉnh trên cùng. Như một sự tượng trưng cho các yếu tố, ngôi sao năm cánh thường được sử dụng trong các nghi lễ triệu hồi linh hồn các yếu tố đó của người Wiccan.
Vòng tròn bên ngoài ngôi sao năm cánh thình thoảng được hiểu như là sự liên kết các yêú tố lại với nhau hay dẫn chúng đến sự hòa hợp. Ngôi sao của người Tân ngoại giáo nhìn chung là hình ngôi sao đúng chiều, do ngôi sao năm cánh ngược mang hình chiếc đầu dê, có liên quan tới sự tôn thờ quỷ Satan.
Do sự liên quan tới Chủ nghĩa Satan và cũng do những nhận thức thành kiến trái chiều của xã hội đối với chủ nghĩa Tân ngoại giáo cùng với "tính chất huyền bí", nhiều trường học của Mỹ đã nỗ lực ngăn chặn học sinh trưng ra hình này trên quần áo hay đồ trang sức. Trong trường công, những động thái như vậy của giới cầm quyền đã xác định sự xúc phạm những học sinh trong quyền tự do tín ngưỡng theo điều luật sửa đổi của Hiến pháp Hoa Kỳ .

### Chủ nghĩa Satan

Con dấu của Baphomet được sử dụng như con dấu chính thức của Giáo hội Satan

Những người thờ cúng quỷ Satan sử dụng ngôi sao năm cánh với hai đỉnh hướng lên trên, đôi khi được bao quanh bởi hai vòng tròn, cùng với chiếc đầu dê bên trong. Điều này dựa theo con dấu của Baphomet. Họ sử dụng nó nhiều theo học thuyết Pythagoras, như là Tartarus trong thuật ngữ Cơ Đốc giáo là "Pit"(Hố) hay "Void"(Rỗng) (từ được sử dụng trong Kinh thánh, là nơi những thiên thần sa ngã bị giam cầm). Những chữ cái Hy Lạp theo học thuyết Pythagoras được đặt lại thành những chữ cái [Do Thái] cổ לויתן tạo nên cái tên Leviathan (Thủy quái trong Kinh thánh). Rất ít những người theo Chủ nghĩa Satan LaVeyan bí truyền sử dụng nó như là một biểu tượng của sự nổi loạn hay sự đồng nhất tôn giáo, ba đỉnh phía dưới tượng trưng cho sự loại bỏ Chúa Ba ngôi.

### Học thuyết Thelema
Aleister Crowley cũng đã sử dụng ngôi sao năm cánh trong hệ thống Thelema về magick: một ngôi sao ngược tượng trưng cho sự sa doạ của tinh thần so với vật chất, theo giải thích của Lon Milo DuQuette. Crowley phủ nhận người bạn cũ của ông trong Thứ bậc Kín của Bình minh Vàng (tên tiếng Anh là Hermetic Order of the Golden Dawn), người đã theo Levi coi sự định hướng này là biểu tượng xấu xa và liên kết nó với sự thắng thế của vật chất so với tinh thần.

### Tôn giáo Bahá'í

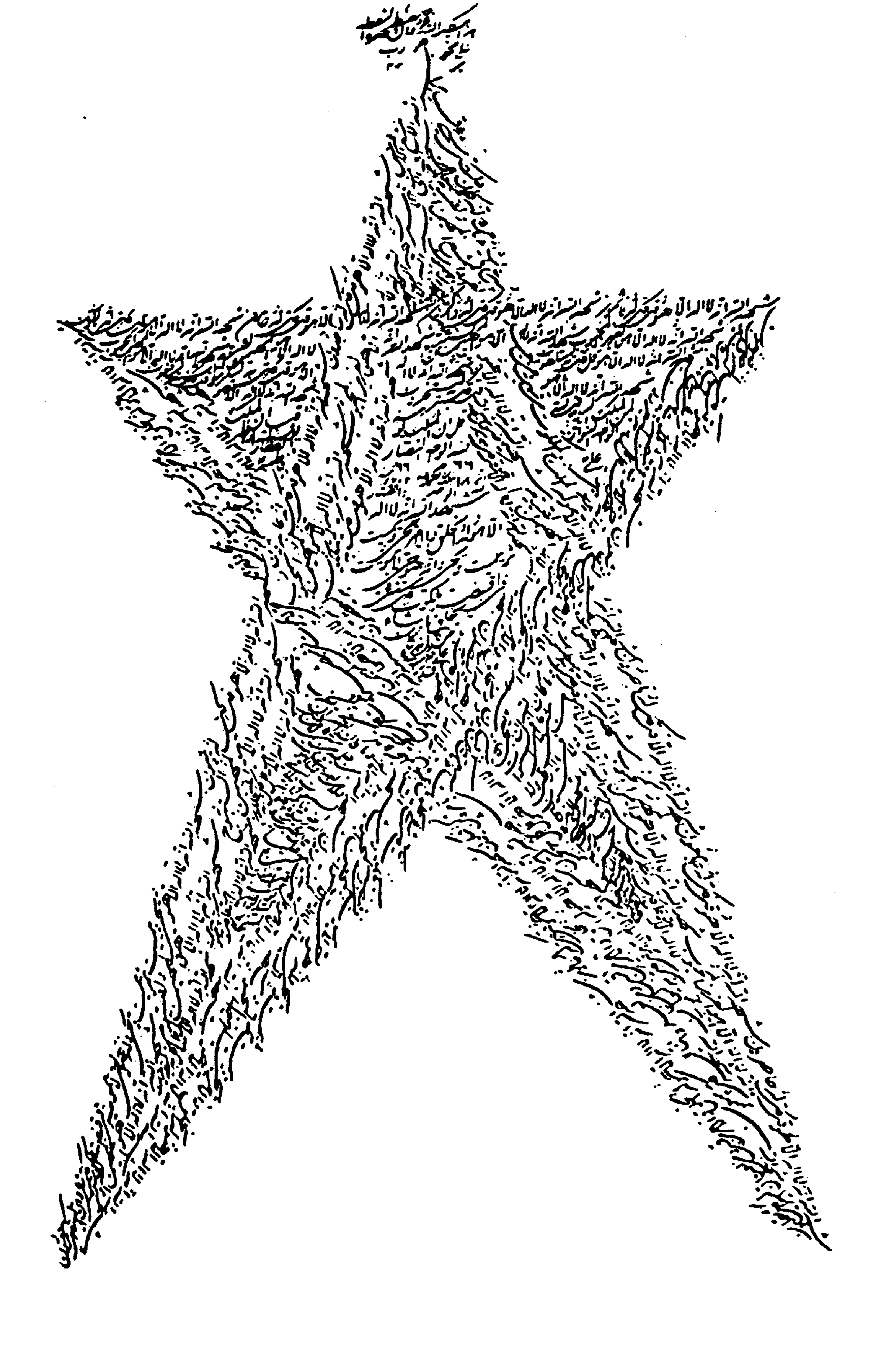
Một công trình chưa xác minh của Báb

Ngôi sao năm cánh là biểu tượng chính thức của tôn giáo Bahá'í. Theo tôn giáo Bahá'í, ngôi sao năm cánh được biết đến như Haykal (tiếng Do Thái: "đền"), nó được thụ giáo và đưa vào bởi Báb. Báb và Bahá'u'lláh đã viết nhiều công trình về hình thức của ngôi sao năm cánh.

## Biểu tượng chính trị

### Cờ và quốc kỳ
Trong khi hình sao năm cánh thông thường (kín) được thấy trên rất nhiều lá quốc kì, hình ngôi sao năm cánh với năm đỉnh và năm đường thẳng nối các đỉnh thì hiếm hơn. Nó chỉ xuất hiện trên lá quốc kì của Ethiopia và Maroc.
Theo Ivan Sache, trên lá cờ Morocco, ngôi sao năm cánh tượng trưng cho sự liên kết giữa Chúa Trời và quốc gia. Nó còn là lá cờ làm biểu tượng cho Vua Salomon, một vị vua khôn ngoan của truyền thuyết Do Thái giáo, Cơ Đốc giáo và Hồi giáo.

Quốc kỳ Maroc.
Quốc kỳ Ethiopia.

## Những tổ chức khác

### Trật tự của Ngôi sao Phương đông
Trật tự của Ngôi sao Phương đông, tên tiếng Anh Order of the Eastern Star, là một tổ chức hội kín có liên quan tới Hội Tam Điểm, đã sử dụng ngôi sao ngược làm biểu tượng, cùng với năm tam giác cân và năm màu: đỏ, xanh da trời, vàng, trắng và xanh lá.

## Hình học

Ngôi sao năm cánh là hình sao đa giác đều đơn giản nhất. Ngôi sao năm cánh gồm 10 điểm (5 điểm ở đỉnh và 5 giao điểm tại các cạnh) và 15 đoạn thẳng. Giống như hình ngũ giác đều và ngũ giác đều cùng với ngôi sao năm cánh bên trong nó, ngôi sao năm cánh có nhóm đối xứng và nhóm nhị diện bậc 10.

### Dựng hình
Ngôi sao năm cánh có thể được dựng bằng cách nối năm đỉnh của một ngũ giác đều hay kéo dài năm cạnh ngũ giác đều cho tới khi chúng cắt nhau.

### Tỷ lệ vàng

Ngôi sao năm cánh được tô màu để phân biệt những đoạn có độ dài khác nhau. Bốn chiều dài đó xác định tỷ lệ vàng.

Theo tỷ lệ vàng, φ = (1+√5)/2 ≈ 1.618, thoả mãn:
{\displaystyle \varphi =1+2\sin(\pi /10)=1+2\sin 18^{\circ }\,}
{\displaystyle \varphi =1/(2\sin(\pi /10))=1/(2\sin 18^{\circ })\,}
{\displaystyle \varphi =2\cos(\pi /5)=2\cos 36^{\circ }\,}
đóng một vai trò quan trọng trong ngũ giác đều và ngôi sao năm cánh. Mỗi giao điểm của cạnh chia cạnh đó theo tỉ lệ vàng: tỉ lệ chiều dài của cạnh so với đoạn dài hơn bằng với tỉ lệ chiều dài của đoạn dài hơn so với đoạn ngắn hơn và đều bằng φ.

### Giá trị lượng giác
Xem Những hằng số lượng giác chính xác:Ngũ giác
{\displaystyle \sin {\frac {\pi }{10}}=\sin 18^{\circ }={\frac {{\sqrt {5}}-1}{4}}={\frac {\varphi -1}{2}}={\frac {1}{2\varphi }}}
{\displaystyle \cos {\frac {\pi }{10}}=\cos 18^{\circ }={\frac {\sqrt {2(5+{\sqrt {5}})}}{4}}}
{\displaystyle \tan {\frac {\pi }{10}}=\tan 18^{\circ }={\frac {\sqrt {5(5-2{\sqrt {5}})}}{5}}}
{\displaystyle \cot {\frac {\pi }{10}}=\cot 18^{\circ }={\sqrt {5+2{\sqrt {5}}}}}
{\displaystyle \sin {\frac {\pi }{5}}=\sin 36^{\circ }={\frac {\sqrt {2(5-{\sqrt {5}})}}{4}}}
{\displaystyle \cos {\frac {\pi }{5}}=\cos 36^{\circ }={\frac {{\sqrt {5}}+1}{4}}={\frac {\varphi }{2}}}
{\displaystyle \tan {\frac {\pi }{5}}=\tan 36^{\circ }={\sqrt {5-2{\sqrt {5}}}}}
{\displaystyle \cot {\frac {\pi }{5}}=\cot 36^{\circ }={\frac {\sqrt {5(5+2{\sqrt {5}})}}{5}}}

### Thứ nguyên cao cấp
Phép chiếu trực giao đa diện thứ nguyên cao cấp có thể tao ra những hình thuộc dạng ngôi sao năm cánh:
| Hình chiếu của một hình Pentachoron đều, có 5 đỉnh và 10 cạnh | Hình chiếu của một hình Rectified 5-cell có 10 đỉnh và 30 cạnh |

Tất cả 10 hình Schläfli-Hess polychoron bốn chiều đều có mặt thuộc dạng ngôi sao năm cánh hay là những thành phần hình chóp.

## Thiên văn học và tự nhiên

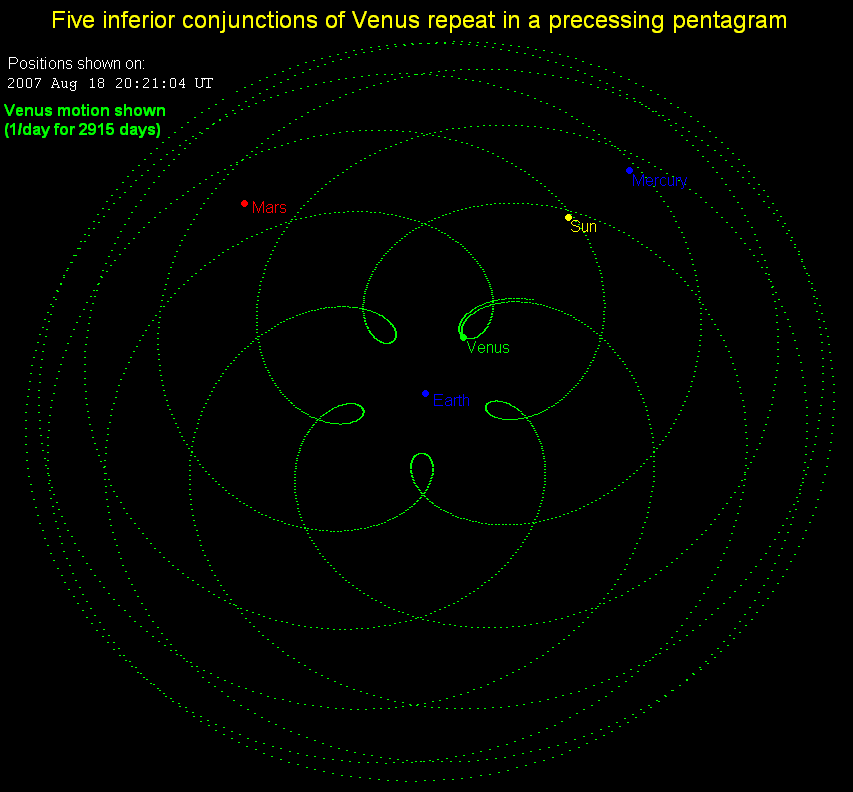
Sự giao hội liên tiếp của Sao Kim lặp lại sự cộng hưởng quỹ đạo 13:8 (Trái Đất quay được 8 lần so với mỗi 13 lần quay của Sao Kim), tạo ra một tiến động liên tiếp hình ngôi sao năm cánh.